# Gau-Köngernheim

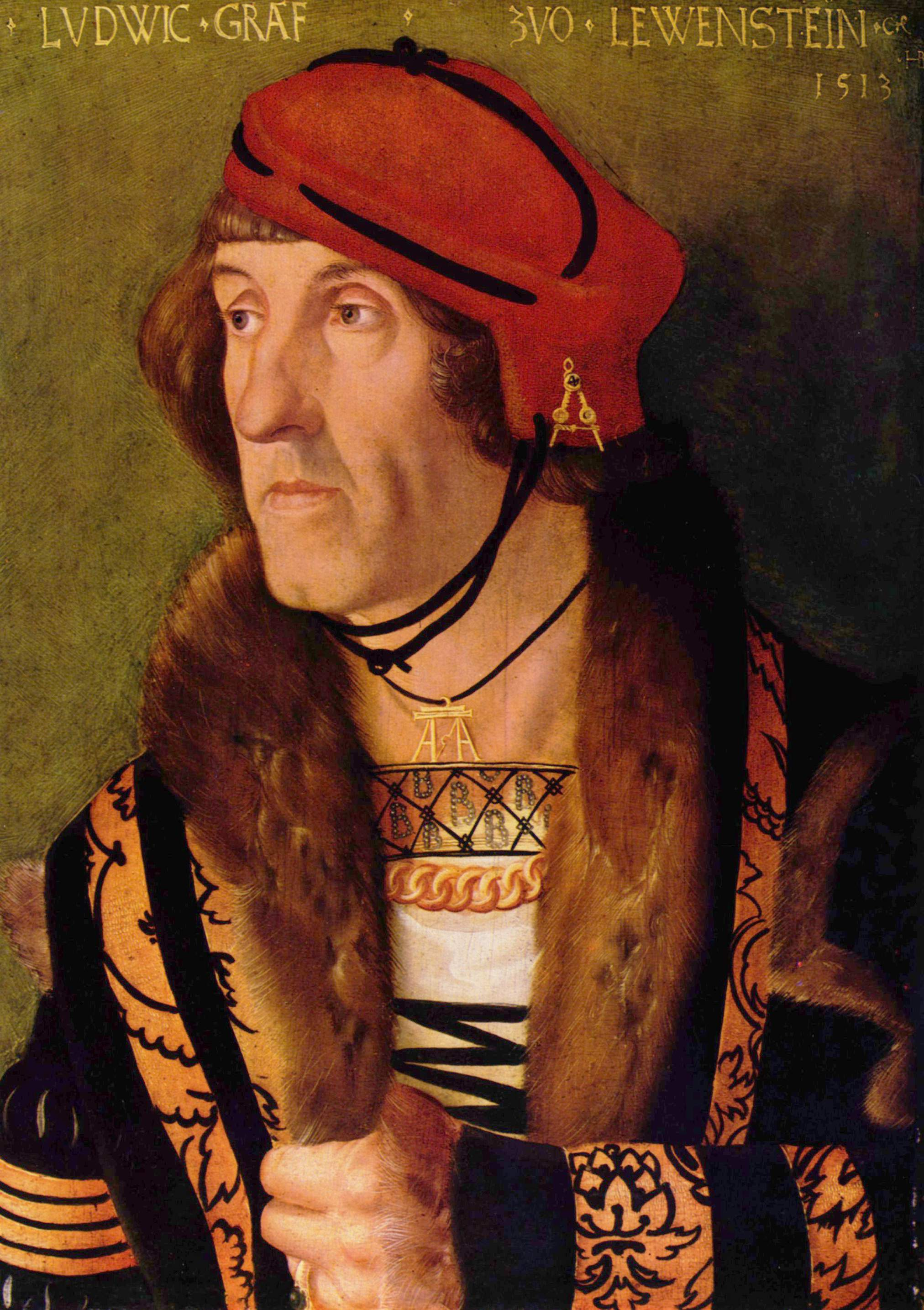
Graf Ludwig von Bayern bzw. von Löwenstein, für den die Herrschaft Scharfeneck 1476 neu gegründet wurde

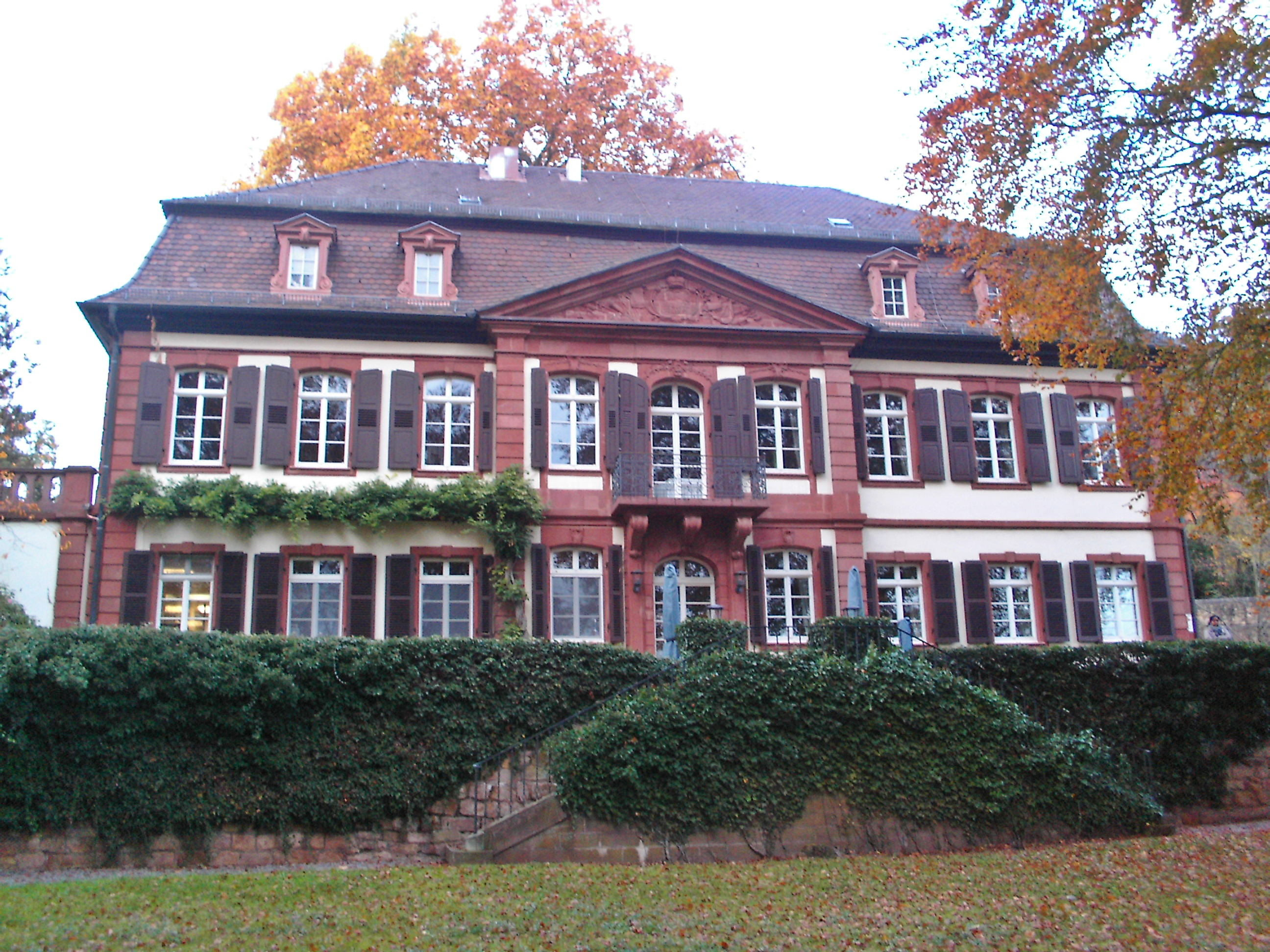
Das Löwensteiner Amtsschloss, in Albersweiler-St. Johann, bis 1794 die Verwaltungszentrale für Gau-Köngernheim

Gau-Köngernheim ist ein Dorf in Rheinhessen und gehört seit dem 7. Juni 1969 als Ortsteil zu Gau-Odernheim im Landkreis Alzey-Worms.

## Geschichte

### Frühzeit
Die erste bekannte Erwähnung von Gau-Köngernheim fand am  2. Juni 804 in einer im Lorscher Codex verzeichneten Schenkungsurkunde über Ackerland statt, wobei der Name des Ortes als Cuningeroheim genannt wurde. Eine ältere Erwähnung  als Cuningesheim vom 27. Februar 782 bezieht sich offenbar auf das benachbarten Köngernheim.
Später waren die Herren von Bolanden Eigentümer des Dorfes; aus ihrem Besitz fiel es an die Kurpfalz.

### Teil der Herrschaft Scharfeneck
Kurfürst Friedrich I., der Siegreiche (1425–1476) regierte die Kurpfalz an Stelle seines Neffen, des späteren Kurfürsten  Philipp des Aufrichtigen.
Mit seiner aus niedrigem Adel stammenden Frau Clara Dett hatte Friedrich I. zwei Söhne. Beide waren in der Kurpfalz nicht erbberechtigt. Der ältere Sohn, Friedrich von Bayern (1460–1474), starb früh als Kleriker. Zur Versorgung des jüngeren Sohnes Ludwig von Bayern (1463–1523) bestimmte Kurfürst Friedrich u. a. das nunmehr pfälzische Klein-Territorium der „Herrschaft Scharfeneck“, mit Burg Neuscharfeneck als Zentrum. Es blieb jedoch Teil des Fideikommisses aller Wittelsbacher Besitztümer. Köngernheim schlug man dabei als Exklavedorf zu dieser südpfälzischen Herrschaft Scharfeneck. Die Übertragung wurde von Kurfürst Philipp dem Aufrichtigen bestätigt und mit Beginn des Jahres 1477 vollzogen. 1488 erhielt Ludwig von Bayern auch die kurpfälzische Grafschaft Löwenstein und die Familie nannte sich von dieser Zeit an Löwenstein oder Löwenstein-Scharfeneck, woraus sich die heutigen Fürsten zu Löwenstein-Wertheim, mit unterschiedlichen Familienzweigen entwickelten. Graf Georg Ludwig von Löwenstein-Scharfeneck (1587–1633), letzter männlicher Spross seines Familienzweiges und Anhänger der Reformation, verfiel 1622 als Parteigänger des rebellierenden Winterkönigs Friedrich V. von der Pfalz der Reichsacht und ging der Herrschaft Scharfeneck verlustig. 1633 starb mit ihm die Familienlinie im Mannesstamm aus.
Kaiser Ferdinand II. übertrug 1634 die Herrschaft Scharfeneck dem Grafen Johann Dietrich aus dem verwandten, katholischen, schließlich gefürsteten Familienzweig Löwenstein-Wertheim-Rochefort (später umbenannt in Löwenstein-Wertheim-Rosenberg), in dessen Besitz das Gebiet, einschließlich Köngernheim bis zur französischen Okkupation 1794 blieb. Haupt-Regierungssitz war zunächst Wertheim am Main, dann Schloss Löwenstein in Kleinheubach. Als direkter Verwaltungssitz der Herrschaft Scharfeneck fungierte erst Burg Neuscharfeneck, die im Dreißigjährigen Krieg, 1629 oder 1633, gesprengt wurde. Danach verlegte man die Verwaltung in die Konventsgebäude des aufgelösten Reuerinnenklosters St. Johann zu Albersweiler. 1764 ließ Fürst Karl Thomas (1714–1789) den Konvent (außer der Kirche) abtragen und dort als Regierungssitz der Herrschaft Scharfeneck das bis heute erhaltene Amtsschloss im Rokokostil erbauen (jetzt BASF-Studienhaus).

### Neuzeit
Nach der Einnahme des linken Rheinufers durch französische Revolutionstruppen wurde die Region 1793 von Frankreich annektiert. 
Am 28. Dezember 1793 verließ die fürstlich-löwensteinische Verwaltung die Herrschaft Scharfeneck endgültig. Verzögert durch die Koalitionskriege wurde die französische Annexion erst nach 1797 konsolidiert und Gau-Köngernheim gehörte von 1798 bis 1814 zum Kanton Alzey im Departement Donnersberg. Gerichtlich war im Bereich des Kantons für die Zivilgerichtsbarkeit das Friedensgericht Alzey zuständig, für die Angelegenheiten der freiwilligen Gerichtsbarkeit im übrigen Notariate.
Aufgrund von 1815 auf dem Wiener Kongress getroffenen Vereinbarungen und eines 1816 zwischen dem Großherzogtum Hessen, Österreich und Preußen geschlossenen Staatsvertrags kam Rheinhessen, und damit auch die Gemeinde Gau-Köngernheim, zum Großherzogtum Hessen, das das neu erworbene Gebiet als Provinz Rheinhessen organisierte. Nach der Auflösung der Kantone in der Provinz kam der Ort 1835 zum neu errichteten Kreis Alzey, zu dem er bis 1969 gehörte.
Das Friedensgericht Alzey wurde 1879 aufgelöst und durch das Amtsgericht Alzey ersetzt.
Nach dem Zweiten Weltkrieg gehörte die Gemeinde zur französischen Besatzungszone und wurde 1946 Teil des neu gebildeten Landes Rheinland-Pfalz.

### Varia
Historische Namensnennungen der Ortschaft lauten: Cuningeroheim (804), Chuningernheim (1190), Kungernheim (1268), Kongernheim (1323) und Konigernheim (1464). Um es von dem knapp elf Kilometern entfernten gleichnamigen Köngernheim zu unterscheiden, wurde es auch Bös-Köngernheim genannt. 1896 erfolgte die letzte Umbenennung in den heutigen Namen Gau-Köngernheim. Grund hierfür war, dass beide Gemeinden an der gleichen Bahnstrecke lagen, die im selben Jahr eingeweiht wurde. Auch liegen beide Orte noch am gleichen Fluss Selz.
Bei den Scharfenecker Archivalien im Landesarchiv Baden-Württemberg hat sich u. a. eine Akte aus dem Jahre 1755 hinsichtlich einer vom evangelischen Pfarrer Nötling für Köngernheim beantragten Kollekte erhalten. Daraus geht hervor, dass die örtliche Kirche zu dieser Zeit „ruinös“ gewesen sei.

## Politik
- Friedrich Wörner (SPD), 1946–1969 Bürgermeister von Gau-Köngernheim

## Bauwerke
In das Nachrichtliche Verzeichnis der Kulturdenkmäler Rheinland-Pfalz für den Landkreis Alzey-Worms wurden folgende Bauwerke und Denkmäler aus Gau-Köngernheim aufgenommen, siehe auch Liste der Kulturdenkmäler in Gau-Odernheim:
- Evangelische Kirche, barocker Bruchsteinsaal, wohl 18. Jahrhundert, im Kern älter[13]
- Kirchturm von 1828
- auf dem Kirchhof gründerzeitliche Grabsteine aus der zweiten Hälfte des 19. Jahrhunderts
- ehemaliges evangelisches Pfarrhaus, eingeschossiger abgewalmter Mansarddachbau von 1770

## Verkehr
Durch den Ort führt die Deutsche Alleenstraße, die hier als Landstraße 406 Gau-Odernheim mit der Kreisstadt Alzey verbindet. Die Gemeinde hatte bis 1985 einen Haltepunkt an der Bahnstrecke Alzey–Bodenheim. Der öffentliche Personennahverkehr wird heute durch die beiden Busgesellschaften BRN (Alzey–Worms) und ORN (Alzey–Mainz) sichergestellt.

## In Gau-Köngernheim geboren
- Karoline Schott (1922–2017), Holocaust-Überlebende und Zeitzeugin
- Jürgen Stark (* 31. Mai 1948), Mitglied des Direktoriums der Europäischen Zentralbank